# 费迪南德·马科斯的军事生涯

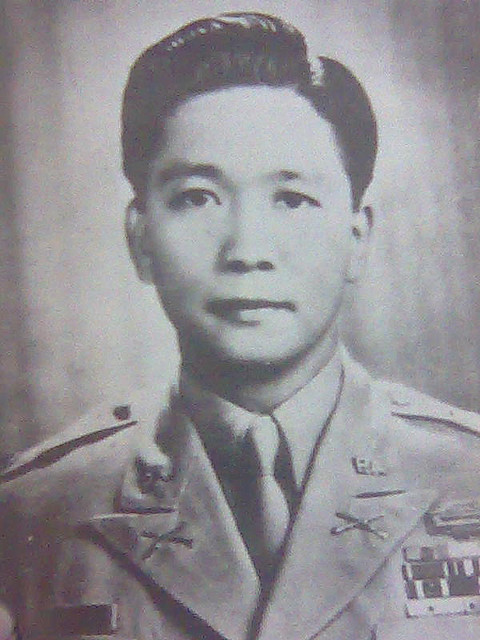
费迪南德·馬可仕于1930年代后期担任中尉的照片

费迪南德·馬可仕的军事生涯（英語：Military career of Ferdinand Marcos）介绍菲律宾前独裁者费迪南德·馬可仕在第二次世界大战期间的军事生涯相关争议。馬可仕在二战期间的军事生涯一直是菲律宾和国际军事界备受争议的话题。在菲律宾大学接受ROTC培训的馬可仕在珍珠港事件后就在菲律宾的美国武装部队服役。在1941年夏季和秋季的动员期间，他担任第3中尉，一直持续到1942年4月，之后他被俘虏。根据馬可仕的说法，他于1942年8月4日被日本人释放出狱，以及美国军事记录显示，他于1944年12月重新加入美國陸軍部隊駐菲律賓（USAFIP）。1945年5月，馬可仕在菲律宾北吕宋岛美军第14步兵团少校正式退伍。
关于馬可仕服兵役的争议围绕着：他从日本战俘营获释的原因；他从1942年8月出狱到1944年12月返回USAFIP期间的行为；他从USAFIP退役时的假定军衔；以及他声称获得过无数军事勋章的说法，其中大部分后来被证明只是其虚假声明。
美国《华盛顿邮报》于1986年的文件表明，馬可仕于1942年8月获释是因为他的父亲马里亚诺馬可仕作为公关人员“与日本军方合作”。
馬可仕获释后声称，从1942年8月获释到1944年12月返回USAFIP期间，他的大部分时间都是在吕宋岛北部领导一个名为“自由人”（他加禄语：Ang Manga Mahárlika）的游击队组织。根据馬可仕的说法，这支部队有大约9,000人。在美国军事调查揭露他的许多说法是虚假或不准确之后，他对事件的描述受到质疑。
另一个争议是在1947年，当时馬可仕开始以中校而非少校的军衔签署通信。这促使美国官员注意到馬可仕只是“在1944年12月12日到他退伍之日，才被确认为荷兰第14步兵团USAFIP名册中的少校”。
然而，馬可仕在二战期间服役的最大争议是他在1962年参议员竞选期间声称自己是“菲律宾获得最多荣誉的战争英雄”，他声称自己获得了 33 枚战争勋章，包括杰出服役十字勋章和荣誉勋章，但研究人员后来发现，关于馬可仕战时功绩的故事大多是宣传，换言之就是不准确或不真实。在战争期间，假定的33个奖项中只有两个 - 金十字勋章和另一个杰出服务之星 - 都被授予馬可仕的上级。